# Бірдекель
Бі́рдекель (нім. Bierdeckel — «пивна кришка») — підставка під пивний кухоль чи келих, призначена для запобігання потраплянню пива та вологи, що конденсується на зовнішніх стінках посуду, на поверхню стола. Також поширена інша назва, запозичення з англійської, «костер» (від англ. coaster - підставка, підстаканник).[джерело?]
Судячи з етимології назви, бірдекель спершу був кришкою на пивній кружці. Поширився у Європі в XIX ст. Тогочасні бірдекелі виготовлялися з фетру (для багатіїв — з олова чи навіть срібла).
Сучасні бірдекелі виготовляються — тільки на вологопоглинаючому целюлозному картоні, виробленому з деревної маси. На них наносять символіку пивних брендів. Є предметом колекціонування тагестологів та бірофілів.

## Тегестологія
Тегестологія (від лат. tegetis — «килимок») — термін, яким називається колекціонування бірдекелів. Тих, хто цим займається, прийнято називати тегестологістами.
Особливо популярне це захоплення у Німеччині. Існує багато підкатегорій тегестологістів — зокрема, деякі цікавляться виключно порцеляновими бірдекелями.